# Le Clandestin (film, 1989)
Pour les articles homonymes, voir Le Clandestin.
Pour plus de détails, voir Fiche technique et Distribution.
Le Clandestin (الطاكسي المخفي ,Taxi El Makhfi' en version originale) est un film algérien réalisé par Benamar Bakhti, sorti en 1989.

## Synopsis
Le Clandestin est l'un des films comiques les plus populaires dans l'histoire du cinéma algérien, c'est l'histoire d'un groupe de familles algériennes qui souhaite se rendre la veille du mois de Ramadan à Alger, mais le problème qui les réunit est le moyen du transport  car tous les bus qui passent sont pleins et personne ne peut les emmener. 
Ils décident de se rendre dans un village  proche  où ils font appel aux services d'un taxi bien particulier. Le chauffeur du taxi accepte de les conduire tous à la capitale dans sa vieille voiture. 
À partir de là et tout au long du trajet, de nombreuses situations drôles et imprévisibles ponctuent le périple des passagers du taxi.

## Distribution
- Athmane Ariouet : Mahfoud
- Yahia Benmabrouk : Abdellah, Le clandestin
- Hamza Feghouli : Kouider El Zeddam
- Ouardia Hamitouche
- Arezki Rabah
- Rachid Fares : Hamid
- Ahmed Benaïssa
- Aziz Degga : Izawa l'indien
- Sissani
- Himoud Brahimi : Ammi Hassen
- Antar Hellal : Le gendarme
- Aziz Anik : Aziz
- Faouzi Saichi : Le croque-mort

## Réception
Le film a reçu un accueil très enthousiaste de la part du public algérien lors de sa sortie.

## Tournage
- Le film a été tourné en grande partie dans la ville de Bou Saâda, dans la wilaya de M'Sila, à 241 km au sud-est d'Alger.